# Summer Nude
Summer Nude è un dorama stagionale estivo prodotto e mandato in onda da Fuji TV nel 2013.

## Trama
Asahi è un fotografo professionista che viene ingaggiato durante le cerimonie nuziali ed altri eventi sociali importanti e vive in una cittadina di mare; Natsuki viene lasciata proprio il giorno delle nozze ed Asahi assiste alla scena. Fanno amicizia e la ragazza presto va a vivere nella stessa cittadina.
Anche Hanae, vecchia amica d'infanzia di Asahi, presto diviene una buona amica per Natsuki ed inizia a raccontarle delle proprie sofferenze sentimentali: le due si alleano per cercar di far dimenticare al giovane fotografo malinconico la sua ragazza perduta ma mai dimenticata, Kasumi.

## Protagonisti
- Tomohisa Yamashita - Mikuriya Asahi
- Erika Toda - Taniyama Hanae:

amica d'infanzia di Asahi da sempre innamorata di lui ma non corrisposta.
- Karina Nose - come Chiyohara Natsuki:

dopo aver lavorato come manager in un ristorante italiano di Tokyo, si trasferisce come cuoca in una trattoria della città dove vive Asahi.
- Masami Nagasawa - Ichikura Kasumi
- Ryo Katsuji - Yaino Takashi
- Masataka Kubota - Kirihata Hikaru
- Shori Sato - Taniyama Hayao
- Mizuki Yamamoto - Horikiri Aoi
- Yudai Chiba - Yoneda Haruo
- Ayami Nakajo - Ichise Mami
- Nanami Hashimoto - Ishikari Kiyoko
- Katsunori Takahashi - Shimojima Kenji
- Yuka Itaya - Shimojima Setsuko
- Saiki Shigeru - Kominami Fumihiro

## Sigla
- Summer Nude '13 di Yamapi